# Gallegos del Pan
Gallegos del Pan är en ort och kommun i provinsen Zamora i den autonoma regionen Kastilien och León i nordvästra Spanien. Orten ligger cirka 17 kilometer nordost om Zamora. Kommunen har 116 invånare (2024), på en yta av 15,35 km².